# محوطه سرپل
محوطه سرپل مربوط به سده‌های میانی دوران‌های تاریخی پس از اسلام است و در شهرستان اسفراین، بخش مرکزی، دهستان میلانلو، ۵۰۰ متری جنوب روستای سرچشمه واقع شده و این اثر در تاریخ ۱۸ شهریور ۱۳۸۷ با شمارهٔ ثبت ۲۳۳۰۷ به‌عنوان یکی از آثار ملی ایران به ثبت رسیده است.